# Batalla de Randea
La batalla de Randea va ser una batalla lliurada entre l'Imperi Romà i una sèrie de forces rebels armènies l'any 62.

## Antecedents
Vologès I de Pàrtia havia envaït el Regne d'Armènia, un regne client de Roma l'any 58. L'emperador Neró va ordenar a Corbuló, el nou legat de Capadòcia que fes front a la invasió. El legat va deixar a Síria les legions IV i XII al comandament de Cesti Gal, va comandar la IV Scythica que havia arribat des de Mèsia, la III Gallica i la Legió XV Apollinaris va derrotar els parts, restaurant a Tigranes VI en el tron armeni. Vologès I va considerar aquest fet com una agressió i va voler restaurar al tron d'Armènia al seu germà Tiridates I que els romans havien destronat. Va conquerir Artàxata, on el va proclamar rei i va organitzar una potent força de catafractes per defensar el territori.

## Batalla
Davant d'aquests fets, Roma va ordenar a Gai Cesenni Pet, el nou legat de Capadòcia, que ataques als parts. Va travessar l'Eufrates i va entrar a Armènia amb la legió XII Fulminata i la IV Scythica i també una Vexillatio de la Legió V Macedònica. Va fer alguns estralls en territori enemic, però quan volia retornar es va veure envoltat davant de la ciutat de Randea, i les seves dues legions van ser quasi aniquilades. La situació semblava molt difícil per a Cesenni Pet, sotmès a una pluja de fletxes, i amb els catafractes enemics que li impedien la fugida. Corbuló, va veure el perill, però no va anar a auxiliar-lo, i després se'l va acusar d'haver-ho fet perquè Cesenni fos destruït. Cesenni Pet va enviar uns missatgers a demanar ajuda i Corbuló va avançar amb la meitat de les seves tropes i va recollir pel camí els soldats dispersos de les legions que fugien. Però no va poder evitar la capitulació de Cesenni Pet. El tractat que es va signar per la rendició va ser humiliant per a Roma, que va haver d'abandonar tot el territori i les seves tropes es van veure obligades a organitzar un triomf per al rei de Partia Vologès I.
Els dos exèrcits romans es van trobar a la vora de l'Eufrates, prop de Melitene, i es van acusar mútuament. Corbuló es va negar a organitzar una campanya contra Armènia, explicant que no tenia ordres explícites i que l'exèrcit estava desfet. Gai Cesenni Pet va tornar a Capadòcia.
L'any següent, Corbuló va tornar a comandar totes les tropes i va portar un exèrcit reorganitzat a Melitene i a Armènia, eliminant tots els governadors regionals sospitosos d'actuar a favor dels parts.

## Conseqüències
Les legions, diu Tàcit, van ser avergonyides i retirades del teatre de guerra.